# Jean Chapelain
Jean Chapelain [ejtsd: saplen] (Párizs, 1595. december 4. – Párizs, 1674. február 22.) francia költő.

## Életpályája
Orvostant és nyelveket tanult és de la Trousse márki fiainak nevelője lett. Egyike volt az első akadémikusoknak és a Francia Akadémia megalapításában kiváló érdemei voltak. Pucelle című, 1630-ban megkezdett hőskölteménye nagy várakozásokat keltett, különösen azáltal, hogy 20 évig halogatta teljes befejezését, de eme várakozásoknak az 1656-ban megjelent mű nem felelt meg. Az első 12 ének ugyan hat kiadást ért másfél év alatt, de a késedelmező, invenciókban szegény, izléstelen "nemzeti eposz"-t egészében hamarosan összetörte Nicolas Boileau és Chapelain több barátja (Chapelain décoiffé, és Métamorphose de la perruque de Chapelain en comète, 1664) és Chapelain, aki a legnagyobb francia költő hírében állt, egyszerre lebukott a nagy magaslatról. A Pucelle 12 utolsó éneke csak 1882-ben jelent meg Hérluison kiadásában. Egy addig ismeretlen irata De la lecture des vieux romans Feillet kiadásában 1870-ben látott napvilágot.